# ميتيلبيرغ
ميتيلبيرغ (بالألمانية: Mittelberg) هي بلدية وقرية في منطقة بريغنز في كلاينوالسرتال بولاية فورارلبرغ، النمسا.